# Märklin
A Gebr. Märklin & Cie. GmbH vagy egyszerűen Märklin (ejtsd: merklin) egy nagy múltú német játékgyártó vállalat. Fő profilját 1891 óta a modellvasutak gyártása jelenti, így a Märklin a legrégebbi ezzel foglalkozó vállalat, valamint a legnagyobb is: a cég neve mára gyakorlatilag egyet jelent a vasútmodellekkel, továbbá ők fejlesztették ki a digitális vezérlést. A Simba Dickie Group leányvállalata.
A cég 1891-ben adta ki az első modellvasút-készletét, előtte főleg babaházak gyártásával foglalkozott. A Märklinnek köszönhető számos méretarány létrejötte és elterjedése (kivételt képez ez alól a TT, az N és a T méretarány), de 1935 óta a legtöbb modelljük a hagyományos H0 méretben készül. 1972 óta Z méretű modelleket is gyártanak. 1994-ben a Märklin felvásárolta Trix modellgyártó céget is, ami a TT méretarányra szakosodott. 2006-ban a céget megvette a Kingsbridge Capital nevű brit cégcsoport, mintegy 34 millió dolláros áron. 2009-ben fizetésképtelenséget jelentett, de egy évvel később sikerült talpra állnia. 2013 óta a Simba Dickie Group tulajdona.

## A Märklin-rendszer
A Märklin-rendszer lényege az ún. láthatatlan harmadik sín, mely kis csapok formájában helyezkedik el a két sínszál között. A mozdony motorja ezekből kapja a működéshez szükséges elektromos áramot. Ez a rendszer mind a digitális, mind az analóg vezérlésű modellekhez is megfelel.